# Frans Van Coetsem

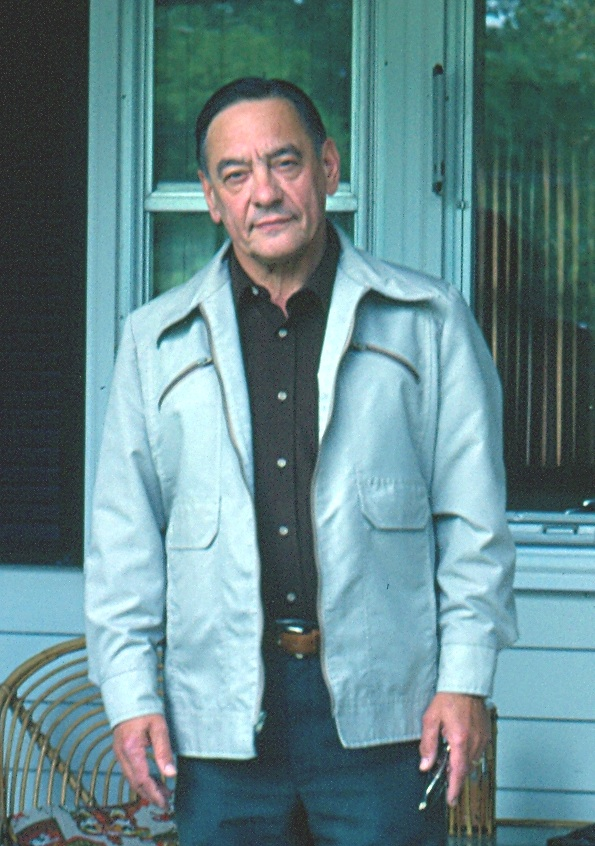
Frans Van Coetsem (Sommer 1982; Ithaca, NY, USA)

Frans Camille Cornelis Van Coetsem (* 14. April 1919 in Geraardsbergen, Belgien; † 11. Februar 2002) war ein belgischer (flämischer) Sprachwissenschaftler. Nach einer akademischen Karriere in Flandern und den Niederlanden wurde er 1968 Professor an der Cornell University in Ithaca, New York (USA). Dort erwarb er nach einigen Jahren die amerikanische Staatsbürgerschaft.

## Lebenslauf
Frans Van Coetsem wurde am 14. April 1919 in Geraardsbergen geboren, einer Stadt im Südosten der Provinz Ostflandern an der romanisch-germanischen Sprachgrenze. Seine Muttersprache war der ostflämische Dialekt seiner Geburtsstadt. Als er noch sehr jung war, starben die beiden Eltern, und der Onkel und die Tante, die ihn erzogen, schickten ihn in ein französischsprachiges Internat. Nach Beendung seiner Oberschule im Jahr 1939 begann er eine „regent“-Ausbildung (etwa ‚Mittelschullehrer’) an einer pädagogischen Hochschule in Nivelles (d. h. wieder in französischer Sprache), die ihn aber nicht befriedigte, weshalb er sie 1941 abbrach und an der Katholischen Universität Löwen ein Studium der „germanischen Philologie“ antrat. Damals umfasste „germanische Philologie“ niederländische Sprache und Literatur, deutsche Sprache und Literatur sowie englische Sprache und Literatur, wie auch eine Anzahl historischer und philosophischer Fächer. Noch vor dem Abschluss seines Studiums arbeitete er als Dolmetscher für die britischen Streitkräfte beim Einzug der Alliierten in Deutschland am Ende des Zweiten Weltkriegs. 1946 erhielt er das Lizentiat; seine Abschlussarbeit befasste sich mit der Laut- und Formenlehre des Geraardsberger Dialekts. Weniger als ein Jahr später, am 30. April 1947, heiratete er seine Jugendliebe. 1952 promovierte er bei Ludovic Grootaers (1885–1956); seine Doktorarbeit war wiederum der Laut- und Formenlehre seiner Muttersprache gewidmet.
Noch vor seiner Promotion wurde er zum Aspirant-Redakteur beim Woordenboek der Nederlandsche Taal (WNT) ernannt. Er musste umziehen, und zwar nach Wassenaar, damit er in der Nähe seiner Arbeitsstelle in Leiden wohnen konnte. Beim WNT wurde er von K.H. Heeroma betreut, der ihm auch bei der Wahl des Themas seiner „Aggregatie voor het hoger onderwijs“ geholfen hat, die er 1956 erhielt. Seine Habilitationsschrift, die noch im selben Jahr von der Königlich-Niederländischen Akademie der Wissenschaften (KNAW) veröffentlicht wurde, bedeutete einen wesentlichen Fortschritt in der vergleichenden Sprachwissenschaft der germanischen Sprachen und machte ihn international bekannt.
Im nächsten Jahr wurde er als Nachfolger seines verstorbenen Doktorvaters Grootaers an die Katholische Universität Löwen berufen, weshalb er wieder nach Belgien umzog. Von 1963 an war er zudem Extraordinarius für vergleichende germanische Sprachwissenschaft an der Universität Leiden.
Im akademischen Jahr 1965/66 lud die Cornell University ihn für zwei Semester als Gastprofessor ein. Als Cornell ihm dann eine Stelle als „Full Professor“ anbot, nahm er diese 1968 an, vor allem wegen der dort gebotenen Untersuchungsmöglichkeiten, aber auch weil er dort vor allem kleine Gruppen „graduate students“ unterrichten würde.
In Cornell betreute er eine Zahl von Ph.D.-Studenten, die alle eine akademische Karriere verfolgten. Nach seiner Emeritierung 1980 wurde er noch oft bei der Betreuung von „graduate students“ einbezogen. Auch setzte er seine Untersuchungen fort; seine wichtigsten Werke über Sprachkontakt schrieb er sogar nach seiner Emeritierung. Ein paar davon waren bei seinem Tode unvollendet und wurden posthum veröffentlicht.
Etwa fünf Jahre nach dem Tod seiner Frau, die am 26. Januar 1993 verstarb, wurde bei Frans Van Coetsem Krebs festgestellt, dem er am 11. Februar 2002 erlag.

## Werk

### Der Lehrer
Frans Van Coetsem verstand es, seine Studenten zu fesseln, egal ob es mehr als zweihundert in den Hörsälen der Katholischen Universität Löwen waren oder nicht einmal ein Dutzend um den großen Tisch in seinem Büro in Cornell. Seine Vorlesungen waren immer gut geplant und er hielt sie mit Begeisterung. Öfters ergriff ihn eine wahre Leidenschaft bei der Behandlung einer These oder einer Streitfrage; dann sah seine Tafel manchmal wie ein Gemälde eines abstrakten Expressionisten aus – brav didaktischen Regeln folgen war nicht seine Sache. Dafür war seine Argumentation aber immer kristallklar und er verlor den roten Faden nie aus dem Auge, auch nicht wenn er davon abwich, dazu eingeladen durch Fragen seiner Studenten. Das geschah oft, denn solche Fragen waren immer willkommen: er nahm seine Studenten ernst. (Der zwanglose Umgang von Studenten und Professoren in Cornell war auch einer der Gründe, die ihn dorthin gezogen hatten.) Er benützte solche Exkurse, um Probleme, die ihn in dem Moment beschäftigten, zu besprechen, und zeigte so seinen Studenten, was sich am Rande der modernen Forschung abspielte und wie man dabei vorging.
Als Doktorvater hatte er eine sanfte Hand. Er schätzte seine Studenten zu sehr, als dass er in ihre Texte zu drastisch eingegriffen hätte, und er hatte nichts dagegen, wenn seine Studenten Ansichten vertraten, mit denen er nicht einverstanden war, oder Methoden verfolgten, die nicht die seinen waren. Im Gegenteil: Wenn die Arbeit zuverlässig war, half er ihnen dabei, sie nach ihren eigenen Auffassungen zu verbessern. Die Verschiedenheit der Doktorarbeiten, die er betreut hat, ist daher auch bemerkenswert.

### Der Forscher
Für Frans Van Coetsem war Forschung wie eine Berufung. Was er veröffentlichte, war immer das Ergebnis gründlicher Studien, und seine sorgfältig formulierte Argumentation hatte er bis in die äußersten Konsequenzen durchdacht. Zwei Ereignisse in seinem Leben zeigen, welch strenge Anforderungen die Forschung seiner Ansicht nach stellte und wie anspruchsvoll er in seinem Verhältnis zur eigenen Arbeit war. (1) Während er seine Doktorarbeit schrieb, kam er allmählich zu der Einsicht, dass der junggrammatische Rahmen, in dem er arbeitete, veraltet war. Deshalb weigerte er sich, das Werk zu veröffentlichen – trotz dessen vorzüglicher Qualitäten. (2) Die erste Ausgabe seiner „Aggregatie“ (1956) war ziemlich schnell vergriffen, obwohl es sich um eine sehr technische Arbeit handelte, und die KNAW legte deshalb 1964, jedoch ohne Van Coetsems Wissen, einen photomechanischen Druck auf. Als er dies herausfand, ließ er alle noch unverkauften Exemplare einziehen und darin eine Mitteilung kleben, die u. a. lautete: „Gewisse Teile einiger Abschnitte hätten für die zweite Auflage geändert oder ergänzt werden müssen. Dazu habe ich nicht die Gelegenheit gehabt, da durch ein Missverständnis der zweite, photomechanische Druck (1964) ohne mein Mitwissen erschienen ist.“
Er konnte sich sehr darüber aufregen, wenn Forscher ihre Arbeit nicht ernst nahmen oder sie als Mittel zur Selbstpromotion gebrauchten. Gewissenhafte Forscher aber schätzte er sehr und er respektierte ihre Arbeit, welche Ansichten sie auch vertraten oder auf welche Art sie auch forschten. Die Geschichte von Toward a Grammar of Proto-Germanic ist davon ein gutes Beispiel. Er hatte das Buch als Nachfolger von Eduard Prokosch, A Comparative Germanic Grammar (1939) geplant und dazu einige bekannte vergleichende Sprachwissenschaftler eingeladen. Ihre Beiträge erwiesen sich aber als sehr unterschiedlich, sowohl was ihren Tiefgang – welche eigneten sich für ein Handbuch, welche brachten Spitzenforschung – als auch was ihre Methoden betrifft – welche bekannten sich zum Strukturalismus, welche zur generativen Transformationsgrammatik. Frans Van Coetsem schätzte seine Autoren und veröffentlichte ihre Beiträge, ohne ihnen eine Form oder eine Methode aufzuerlegen, obwohl das bedeutete, dass das ursprüngliche Vorhaben aufgegeben werden musste. So ist das Buch eine Sammlung von Beiträgen ,Zu einer Grammatik des Urgermanischen’ und nicht eine eigentliche urgermanische Grammatik geworden.
Frans Van Coetsems Forschung war vielseitig (seine Kenntnisse der Allgemeinen Sprachwissenschaft waren umfassend), befasst sich aber vor allem mit vier Teilgebieten.
(1) Am Anfang – d. h. in seiner Doktorarbeit und seiner Arbeit am WNT – beschäftigte er sich mit der niederländischen Sprache. Aber sein Leben hindurch forschte er über seine Muttersprache, oft über Variation innerhalb des Niederländischen: Variation zwischen den Niederlanden und Flandern – auf seinen Beitrag über die Staatsgrenze zwischen beiden als Sprachgrenze (1957) wurde sehr oft verwiesen – und zwischen Dialekt und Standardsprache. Er war auch der Wissenschaftler hinter einer sehr populären Sendung über die niederländische Standardsprache, die von 1962 bis 1972 vom flämischen Fernsehen ausgestrahlt wurde. Nach seiner Emeritierung sollte dieses Interesse an Sprachvariation noch eine Hochblüte erleben; siehe unten, (4).
(2) Frans Van Coetsem ist vor allem als Spezialist der vergleichenden Sprachwissenschaft der germanischen Sprachen bekannt gewesen. Anstatt das Urgermanische für eine zeitlich undifferenzierte Sprache zu halten, war ihm bewusst, dass „Urgermanisch“ einen langen Zeitraum umspannte und dass es deshalb periodisiert werden sollte. Diese Erkenntnis, zusammen mit seinem phonetischen und phonologischen Wissen [siehe unten, (3)] führten im Werk Das System der starken Verba und die Periodisierung im älteren Germanischen zu einer neuen Klassifikation der starken Verben im Urgermanischen, die sich von der traditionellen Gliederung in sieben Klassen stark unterscheidet und die viele ihrer Eigenschaften und späteren Entwicklungen erklärt. Eine indirekte Folge war auch eine neue Erklärung für ein altes und zähes Problem der vergleichenden germanischen Sprachwissenschaft, den Ursprung des sogenannten ē². Das ist ein langes ē, das im Urgermanischen erschien – in einer späteren Periode, nach Van Coetsems Ansicht – und das sich von dem aus der indogermanischen Ursprache ererbten langen ē, dem ē¹, unterschied. (Der Unterschied lebt im Deutschen noch weiter: hier kommt von urgermanisch *hē²r, wahr dagegen aus urgermanisch *wē¹ra-.) — Vor allem aufgrund dieses Werkes wurde er dazu eingeladen, das Kapitel „Zur Entwicklung der germanischen Grundsprache“ im Kurzen Grundriß der germanischen Philologie bis 1500 zu verfassen; und es war auch wohl der Hauptgrund für die Einladung nach Cornell. Er hat diese Ideen bis zum Ende seines Lebens weiter vertieft und entwickelt, zum Beispiel in seinen Büchern aus 1990 und 1994. Im letzteren verwendete er als Erster den Begriff und Terminus Germanic Parent Language; siehe dazu Prägermanisch.
(3) Frans Van Coetsems Ausbildung umfasste Phonetik, nicht aber Phonologie, denn als er studierte, war die Phonologie eine ganz junge Wissenschaft. In beiden leistete er aber Vorzügliches. Er gehörte zur Gruppe, die die ersten Röntgenaufnahmen mit Kontrastmittel der Aussprache einiger Vokale des Standardniederländischen machte. Die Gruppe arbeitete am Institut für Physiologie der Katholischen Universität Löwen, wo Frans Van Coetsem auch Vorlesungen gab, neben seinen Vorlesungen in der „germanischen Philologie“ – schon in den 50er Jahren war er ein Anhänger der Interdisziplinarität. Er war auch Mitbegründer der Abteilung der Logopädie an dieser Universität. – Die Phonologie bekam einen wichtigen Platz in fast jeder seiner Veröffentlichungen zum Urgermanischen und zu den germanischen Sprachen [siehe oben, (2)], und sie war auch der erste Aspekt, mit dem er sich in seinen Werken über Sprachkontakt befasste [siehe unten, (4)]. Auch Fragen zum Akzent interessierten ihn, z. B. in seinem Towards a Typology of Lexical Accent und im letzten Artikel, den er noch selbst besorgen konnte (2001). Darin schlug er eine originelle Erklärung für den „scharfen Kontrast“ im lexikalischen Akzent des britischen und amerikanischen Englisch vor; man vergleiche die dreisilbige britische Aussprache necess’ry mit der viersilbigen amerikanischen necessary. Der britische Akzent ist so stark, dass die benachbarten Silben in Bedrängnis geraten oder sogar ganz verschwinden: Es ist eine Sprache mit einem extrem dominanten Akzent. Dieses nachzuahmen fällt Nichtmuttersprachlern schwer, und Amerika wurde von so vielen Nichtmuttersprachlern bevölkert, dass die ungenügend reduzierten oder noch immer anwesenden Silben in ihrer Sprache schließlich in die Standardaussprache des amerikanischen Englisch gerieten.
(4) Frans Van Coetsems Interesse an Sprachvariation blühte in einem tiefgreifenden Studium des Sprachkontaktes auf. Er machte einen deutlichen Unterschied zwischen Entlehnung – z. B. ein Deutschsprecher, der mit dem französischen Wort balcon auch das französische [ɔ̃] entlehnt – und Auferlegung – z. B. ein Deutschsprecher, der bei der Aussprache des Namens Great Plains sein [e:] dem Englischen auferlegt und [gre:t ple:nz] sagt. Dieser Unterschied scheint selbstverständlich, und ist es eigentlich auch. Aber keiner hatte es je so klar formuliert wie Van Coetsem und keiner hatte die Folgen dieses Unterschieds vermutet. Ein zweiter Faktor, den man nicht aus den Augen verlieren soll, ist die Stabilität eines Sprachmerkmals. Der Wortschatz einer Sprache ist zum Beispiel sehr instabil, ihre Morphologie und Syntax sind viel stabiler. Ein englisches Wort wie killer kann leicht entlehnt werden, nicht aber seine Morphologie: Seine deutsche Mehrzahlform ist (die) Killer. In einer Anzahl von Veröffentlichungen hat Frans Van Coetsem diese Ideen weiterentwickelt und sie benutzt, um allerhand Phänomene, die bei Sprachkontakt auftreten, zu deuten.

## Bibliographie
Diese chronologisch angeordnete Liste umfasst nur seine Bücher und sonstige in dieser Wikipedia-Artikel besprochene Veröffentlichungen.
- Het dialect van Geraardsbergen: Klank- en vormleer (Katholische Universität Löwen, 1952) (Unveröffentlichte Doktorarbeit — siehe § 2.2; jetzt in der Bibliothek der Katholieke Universiteit Leuven.)
- F. Van Coetsem, G. Forrez, G. Geerts, J. Tyberghein Fonetische Platenatlas (Leuven: Acco, s.d.)
- Das System der starken Verba und die Periodisierung im älteren Germanischen (Mededelingen der KNAW, afd. Letterkunde, N.R. 19.1) (Amsterdam: Noord-Hollandsche Uitgevers Maatschappij, 1956) (Neuauflage 1964; siehe § 2.2.)
- „De rijksgrens tussen Nederland en België als taalgrens in de algemene taal“ in: A. Weijnen & F. van Coetsem De rijksgrens tussen België en Nederland als taalgrens (Bijdragen en Mededelingen der Dialectencommissie van de KNAW, XVIII) (Amsterdam: Noord-Hollandsche Uitgevers Maatschappij, 1957) S. 16–28
- „Zur Entwicklung der germanischen Grundsprache“ Kurzer Grundriß der germanischen Philologie bis 1500, ed. L.E. Schmitt (Berlin: Walter de Gruyter, 1970) S. 1–93
- Frans van Coetsem & Herbert L. Kufner, eds. Toward a Grammar of Proto-Germanic (Tübingen: Niemeyer, 1972)
- Loan Phonology and the Two Transfer Types in Language Contact (Dordrecht: Foris, 1988)
- Ablaut and Reduplication in the Germanic Verb (Heidelberg: Winter, 1990)
- „The Interaction between Dialect and Standard Language, and the Question of Language Internationalization: Viewed from the standpoint of the Germanic languages“ Dialect and Standard Language in the English, Dutch, German and Norwegian Language Areas = Dialekt und Standardsprache, ed. J. A. van Leuvensteijn & J.B. Berns (Verhandelingen der KNAW, Afd. Letterkunde, N.R. 150) (Amsterdam, etc.: North-Holland, 1992) S. 15–70
- The Vocalism of the Germanic Parent Language: Systemic Evolution and Sociohistorical Context (Heidelberg: Winter, 1994)
- Towards a Typology of Lexical Accent (Heidelberg: Winter, 1996)
- A General and Unified Theory of the Transmission Process in Language Contact (Heidelberg: Winter, 2000)
- „A ‚Violent Contrast’ in Lexical Accent between British and American English“ Leuvense Bijdragen 90 (2001) S. 419–426
- „Topics in Contact Linguistics“ Leuvense Bijdragen 92 (2003) S. 27–99

## Ehrungen
- Frans van Coetsem wurde 1964 zum Korrespondierenden Mitglied in Übersee für den Wissenschaftlichen Rat des Instituts für Deutsche Sprache in Mannheim ernannt. (Er trat 1997 zurück.)
- Am 14. Mai 1970 wurde er als Auswärtiges Mitglied in Übersee in die Klasse für Geistes- und Sozialwissenschaften der Königlich Niederländischen Akademie der Wissenschaften gewählt.[7]
- Im Sommersemester 1976 wurde er von der Universität Wien als Gastprofessor für Kurse zu Urgermanisch und zu neogrammatischen, strukturalistischen und generativen Methoden in der vergleichenden Sprachwissenschaft eingeladen.
- Das Meertens Instituut lud ihn ein, den Hauptvortrag seines Kolloquiums zu Dialekt und Standardsprache (15.–18. Oktober 1990) zu halten. Der Beitrag aus 1992 ist eine erweiterte Fassung dieser Rede.[8]